# 佩爾梅特區
佩爾梅特區是阿爾巴尼亞的36个旧区之一，这些区份在2000年7月全部撤销，并由新成立的12个州份取代。该区面积为929平方公里，人口数量为25,837人（2001年）。该区位于阿尔巴尼亚东南部，区府为佩爾梅特。该区的范围为现今的吉羅卡斯特州的两个市镇：佩爾梅特和克尔曲勒。